# Santa Rita, Cotaxtla
Santa Rita är en ort i Mexiko.   Den ligger i kommunen Cotaxtla och delstaten Veracruz, i den sydöstra delen av landet, 300 km öster om huvudstaden Mexico City. Santa Rita ligger 51 meter över havet och antalet invånare är 113.
Terrängen runt Santa Rita är platt. Runt Santa Rita är det ganska glesbefolkat, med 43 invånare per kvadratkilometer. Närmaste större samhälle är Soledad de Doblado, 17,0 km nordväst om Santa Rita. Omgivningarna runt Santa Rita är en mosaik av jordbruksmark och naturlig växtlighet.